# Ушаньов Федір Степанович
Федір Степанович Ушаньов (20 листопада 1911, село Волоконовського повіту Курської губернії, тепер Бєлгородської області, Російська Федерація — 30 квітня 1981, місто Таллінн, тепер Естонія) — радянський діяч, секретар ЦК КП Естонії. Член Бюро ЦК КП Естонії в 1955—1977 роках. Депутат Верховної ради Естонської РСР.

## Життєпис
Народився в селянській родині. З 1930 року навчався у Волоконовському педагогічному технікумі.
До 1932 року — завідувач відділу культури та пропаганди Волоконовського районного комітету ВЛКСМ Курської області.
Член ВКП(б) з 1932 року.
З 1932 по 1934 рік служив у Червоній армії.
У 1934—1935 роках — слухач курсів рахівників та бухгалтерів у місті Курську.
У 1935—1937 роках — районний фінансовий інспектор у Курській області.
У 1937—1938 роках — секретар Ястребовського районного комітету ВЛКСМ Курської області.
У 1938—1941 роках — політрук, начальник станції Борзя (Забайкальська залізниця); начальник політичного, організаційного відділу Південного виправно-трудового табору НКВС СРСР в місті Улан-Уде; заступник начальника політичного відділу Південного виправно-трудового табору НКВС СРСР у місті Тайшет Іркутської області.
У 1941—1942 роках — заступник завідувача сільськогосподарського відділу Іркутського обласного комітету ВКП(б).
У 1942—1945 роках — 1-й секретар Шиткінського районного комітету ВКП(б) Іркутської області.
У 1945 — листопаді 1947 року — 1-й заступник голови виконавчого комітету Іркутської обласної ради депутатів трудящих.
У 1947—1950 роках — слухач Вищої партійної школи при ЦК ВКП(б).
18 вересня 1950 — 16 серпня 1954 року — завідувач сільськогосподарського відділу ЦК КП(б) Естонії.
16 серпня 1954 — 10 березня 1977 року — секретар ЦК КП Естонії.
З березня 1977 року — персональний пенсіонер у місті Таллінні.
Помер 30 квітня 1981 року в Таллінні.

## Нагороди і відзнаки
- орден Трудового Червоного Прапора
- ордени
- медаль «За трудову доблесть» (25.12.1959)
- медалі